# SN 2002hq
SN 2002hq – supernowa odkryta 1 listopada 2002 roku w galaktyce A033230-2743. W momencie odkrycia miała maksymalną jasność 25,70m.